# Dolichopeza flavomarginata
Dolichopeza flavomarginata är en tvåvingeart som först beskrevs av Riedel 1914.  Dolichopeza flavomarginata ingår i släktet Dolichopeza och familjen storharkrankar.
Artens utbredningsområde är Tanzania. Inga underarter finns listade i Catalogue of Life.